# 丹噶尔古城
36°41′15″N 101°16′20″E / 36.6874°N 101.2722°E

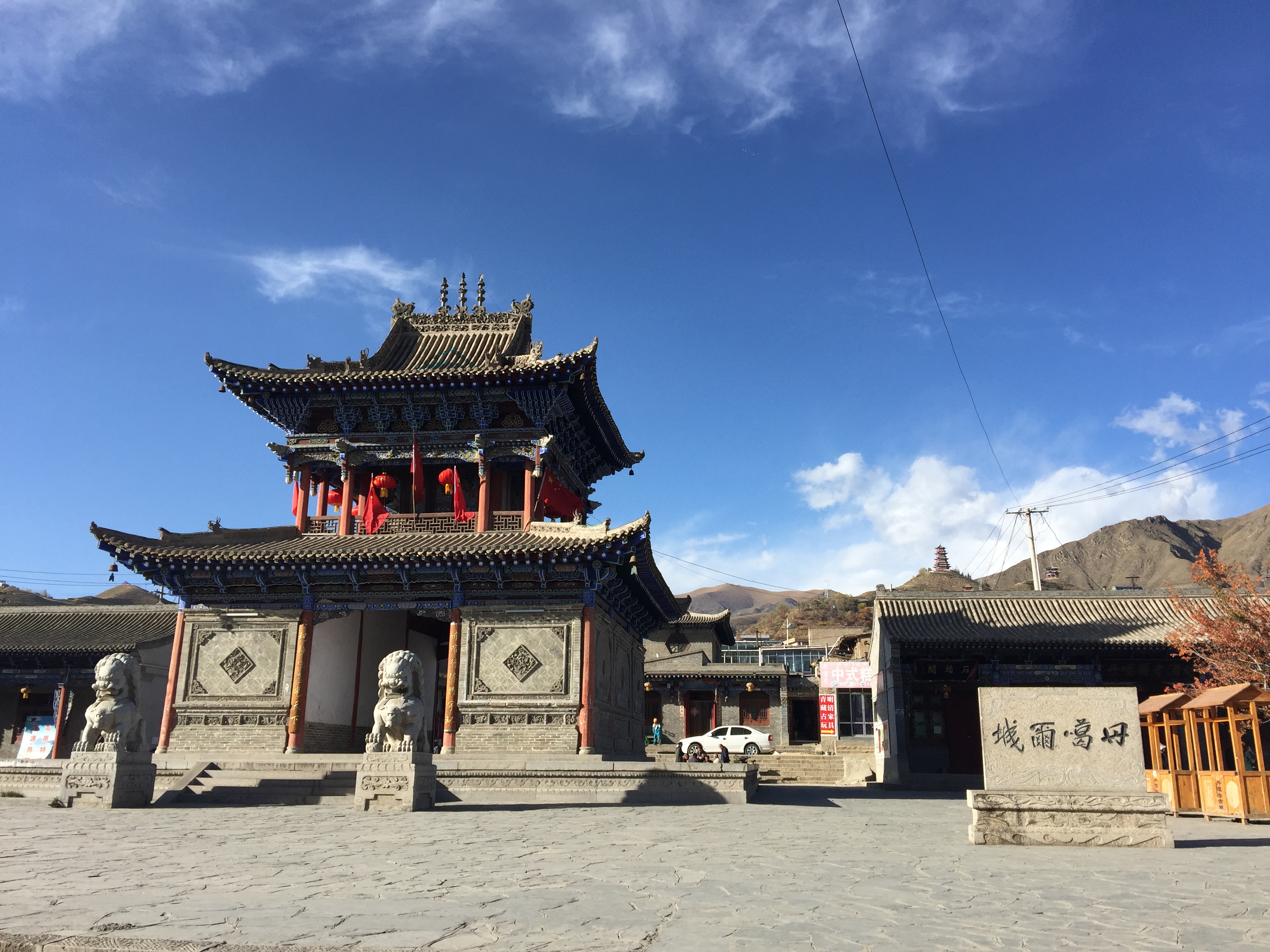

丹噶尔古城，位于中国青海省湟源县，建于明洪武年间，时隶西宁府西宁县。道光九年（1829），清朝政府在此设丹噶尔厅。民国二年（1913年），丹噶尔厅改为湟源县。
丹噶尔古城设两座城门，西为拱海门，东为迎春门。
古城内主要建筑有城隍庙、金佛寺、火祖阁、玉皇庙、关帝庙、财神庙等。